# Édouard Guillaud
Édouard Guillaud (10. juli 1953) er en fransk søofficer og admiral. Han har viet meget af sin karriere i udviklingen af hangarskibet Charles De Gaulle. Han var chef for den franske forsvarstab, en post han overtog fra Jean-Louis Georgelin den 25. februar 2010 og overlod i 2014 til Pierre de Villiers.